# داریا پیشچالنیکووا
داریا پیشچالنیکووا (روسی: Дарья Витальевна Пищальникова؛ زادهٔ ۱۹ ژوئیهٔ ۱۹۸۵) پرتاب‌گر دیسک اهل روسیه است.